# Halitholus
Halitholus is een geslacht van neteldieren uit de  familie van de Pandeidae.

## Soorten
- Halitholus cirratus Hartlaub, 1913
- Halitholus intermedius (Browne, 1902)
- Halitholus pauper Hartlaub, 1914
- Halitholus triangulus Xu, Huang & Guo, 2014